# Chassalia cupularis
Chassalia cupularis är en måreväxtart som beskrevs av John Hutchinson och John McEwan Dalziel. Chassalia cupularis ingår i släktet Chassalia och familjen måreväxter. Inga underarter finns listade i Catalogue of Life.